# أنطونيو فيتش

## روابط خارجية
- أنطونيو فيتش على موقع رابطة محترفي التنس (الإنجليزية)
- أنطونيو فيتش على موقع الاتحاد الدولي لكرة المضرب (الإنجليزية)
- أنطونيو فيتش على موقع كأس ديفيز (الإنجليزية)
- أنطونيو فيتش على موقع خلاصة التنس.كوم (الإنجليزية)

الصفحة الخاصة باللاعب أنطونيو فيتش في موقع رابطة محترفي كرة المضرب.